# Eucalyptus crebra
Eucalyptus crebra es una especie de eucalipto perteneciente a la familia de las mirtáceas. Es un árbol originario del este de Australia que puede alcanzar los 35 m de altura. Es una importante fuente de néctar para la industria melífera y su fuerte y dura madera usada en la construcción.

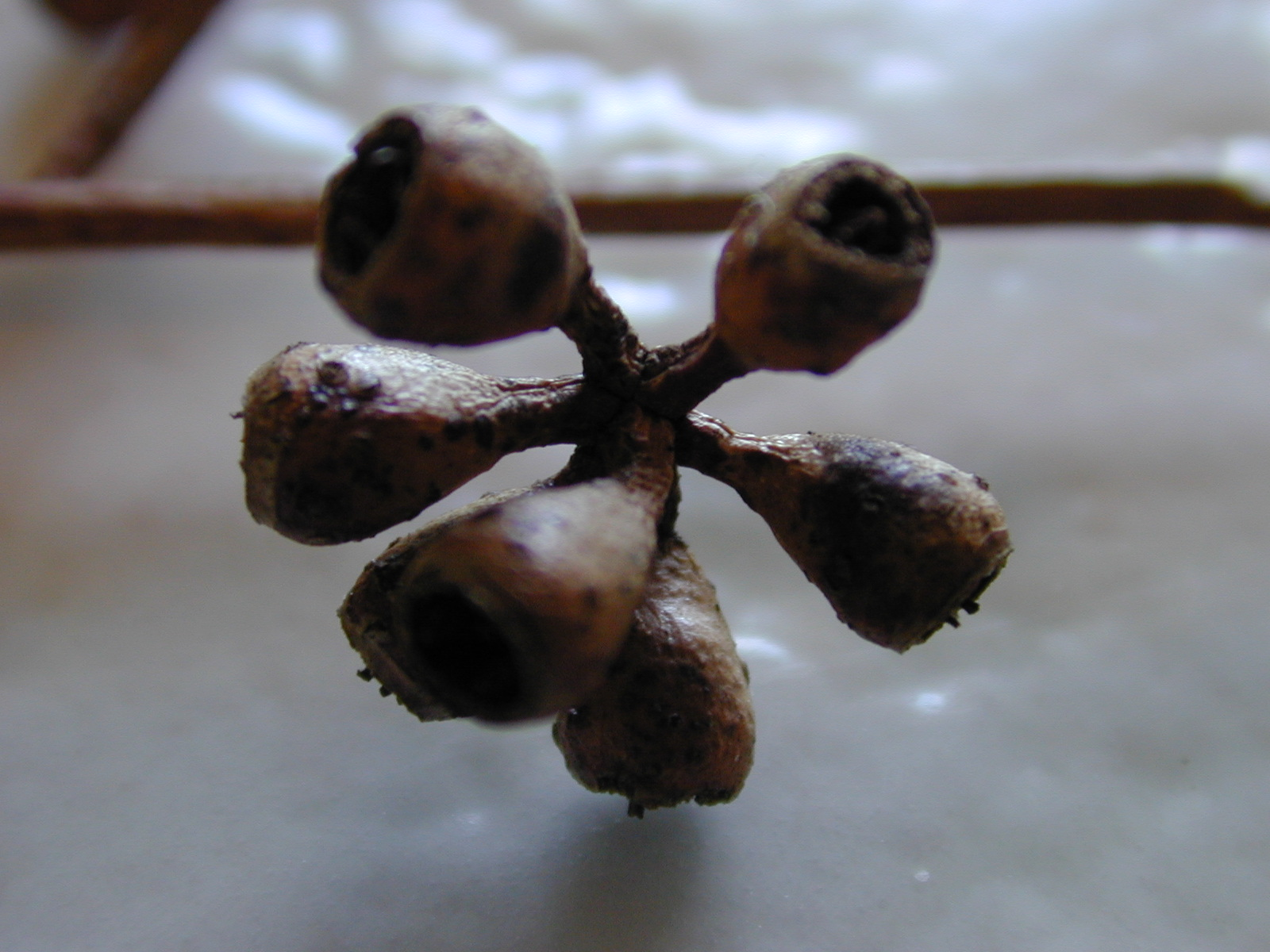
E. crebra cápsulas abiertas

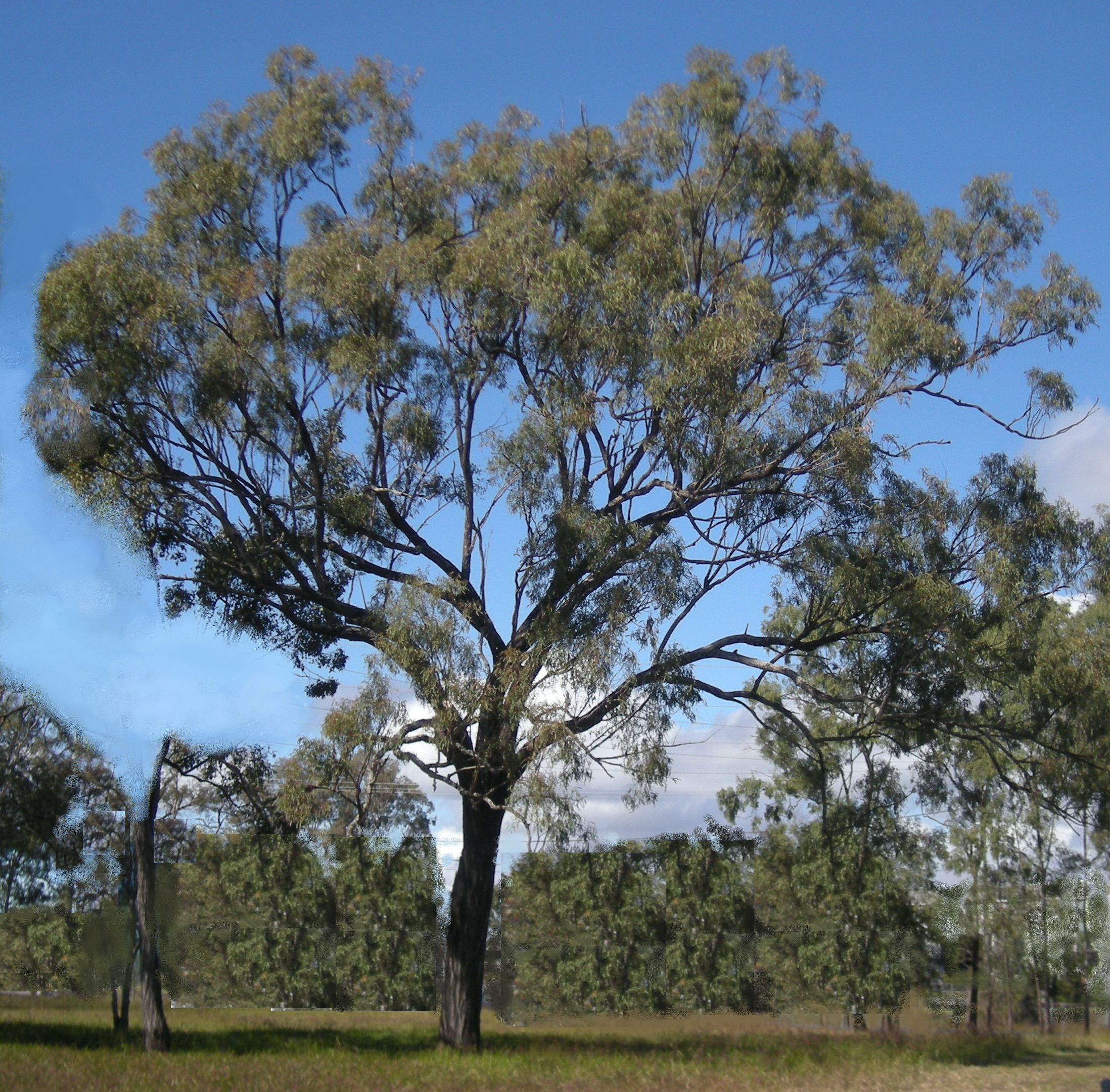
E. crebra en la costa Central Queensland

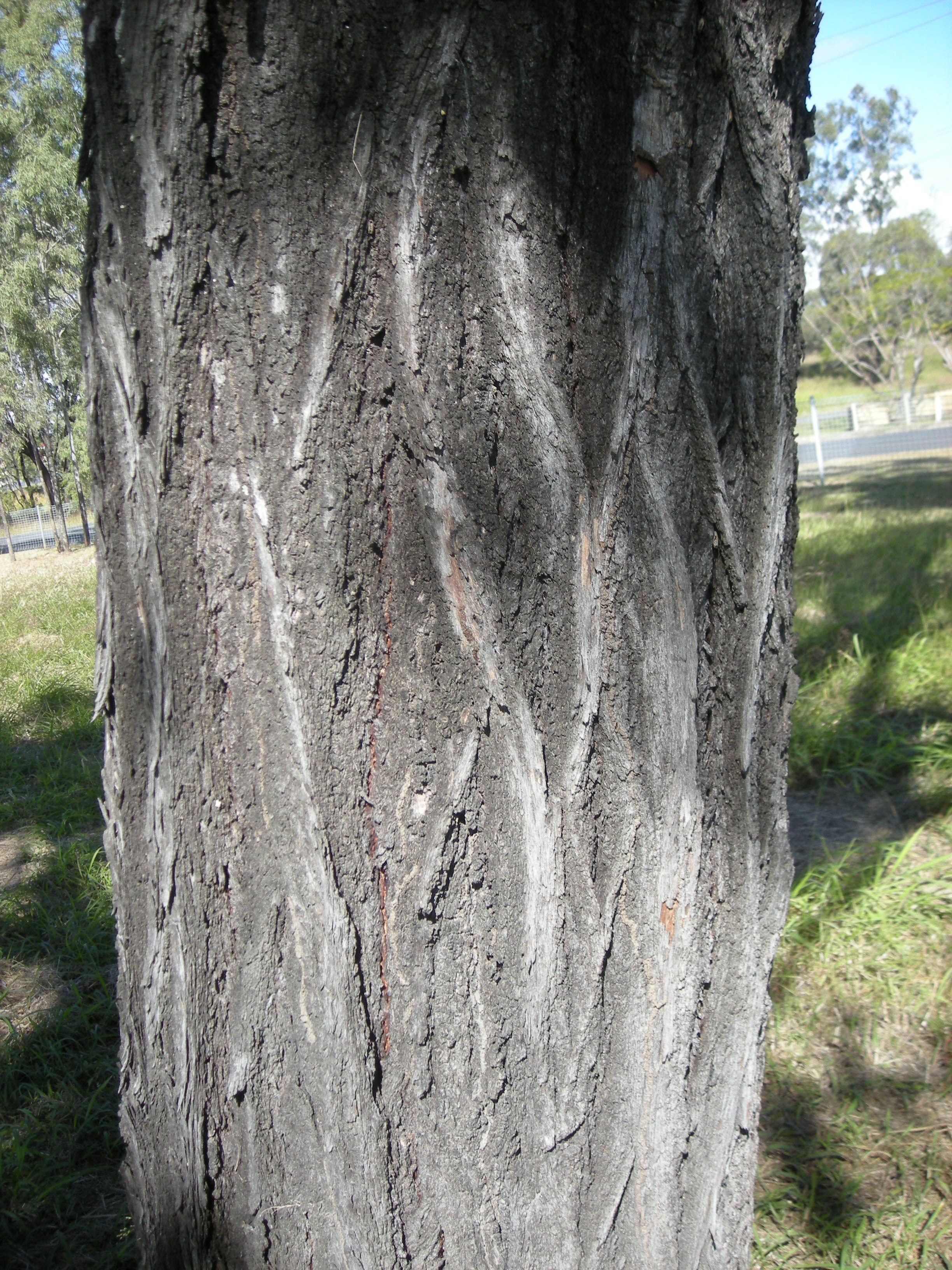
E. crebra corteza

## Descripción
Es un gran árbol frondoso, que puede alcanzar los 35 m de altura. La corteza arrugada y áspera es de color gris moteado de amarillo y naranja. Las hojas lanceoladas estrechas son de color verde grisáceo y miden 7-15 cm de largo por 0,9 a 1,7 cm de ancho. Las pequeñas flores blancas aparecen desde finales de otoño hasta la primavera, y son seguidas por pequeñas vainas.

## Distribución y hábitat
Eucalyptus crebra se encuentra en el este de Australia, desde Picton al suroeste de Sídney al norte a través de Nueva Gales del Sur y Queensland en las inmediaciones de Cairns. Crece en suelos arenosos. La Eucalyptus crebra es una de las especies clave de dosel de las amenazadas de Cumberland Plain Woodlands.

## Ecología
Los koalas pueden consumir las hojas, y las flores son polinizadas principalmente por los insectos. El lado sur o la sombra del tronco es hábitat de líquenes.

## Usos
El árbol tiene una madera de color rojo duro, fuerte y oscura, que se ha utilizado para traviesas y la construcción. Un tablón se ha registrado como que fue utilizado en la Elizabeth Granja, antigua morada Europea sobreviviente de Australia. Se utiliza como un árbol de sombra o para alinear las vías, y también está disponible como un cultivar. Es útil en la producción de miel; la miel resultante producida por las abejas es de color claro y sabor delicado.

## Taxonomía
Eucalyptus crebra fue descrita por Ferdinand von Mueller y publicado en Journal of the Proceedings of the Linnean Society 3: 87. 1859.
Etimología
Eucalyptus: nombre genérico que proviene del griego antiguo: eû = "bien, justamente" y kalyptós = "cubierto, que recubre". En Eucalyptus L'Hér., los pétalos, soldados entre sí y a veces también con los sépalos, forman parte del opérculo, perfectamente ajustado al hipanto, que se desprende a la hora de la floración.
crebra: epíteto latíno que significa "agrupado, abundante".
Sinonimia
- Eucalyptus drepanophylla F.Muell. ex Benth.
- Eucalyptus racemosa var. longiflora Blakely
- Metrosideros salicifolia Sol. ex Gaertn.[10][11]

## Bibliograría
1. Flora of China Editorial Committee. 2007. Flora of China (Clusiaceae through Araliaceae). 13: 1–548. In C. Y. Wu, P. H. Raven & D. Y. Hong (eds.) Fl. China. Science Press & Missouri Botanical Garden Press, Beijing & St. Louis.